# Mihail Sava
Mihail Sava (ur. 3 września 1991 roku) – mołdawski zapaśnik walczący w stylu wolnym. Brązowy medalista mistrzostw świata w 2014. Trzeci na mistrzostwach Europy w 2020; piąty w 2013 i 2021. Ósmy na igrzyskach europejskich w 2015. Drugi na akademickich MŚ w 2016, a trzeci w 2014 roku.